# Killaloe
Killaloe (Iers: Cill Dalua) is een dorp in oost County Clare in Ierland. Het dorp ligt aan de Shannon aan de westzijde van Lough Derg. Aan de andere zijde van de Shannon ligt het dorp Ballina, County Tipperary, waarmee het een tweelingdorp vormt.
Killaloe is deel van de katholieke parochie met dezelfde naam, onderdeel van het Bisdom Killaloe. De plaats is ook de naamgever van het Bisdom Killaloe, waarvan de zetel oorspronkelijk in de nu protestantse St. Flannans Kathedraal was gevestigd.

## Geschiedenis

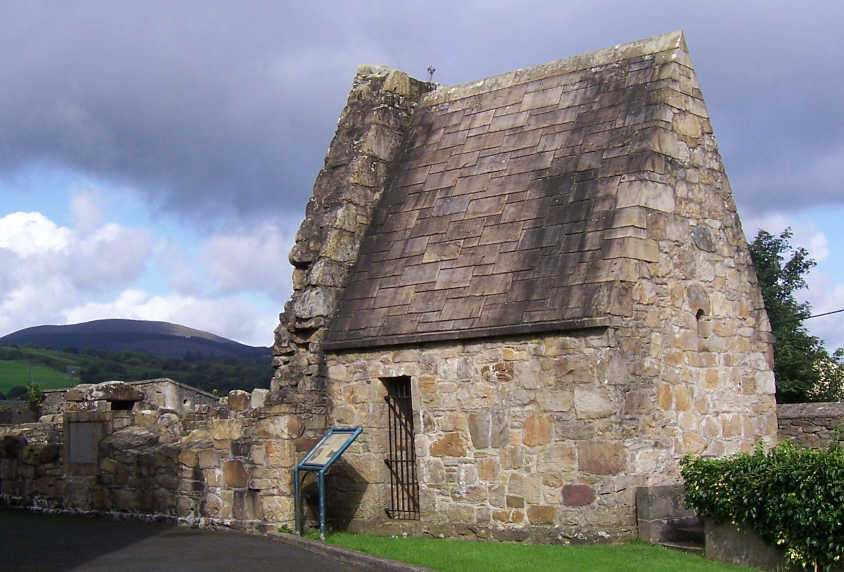
St Lua's Oratorium in Killaloe

De oorsprong van Killaloe is een 6e-eeuws klooster gesticht door St. Molua (of St. Lua) op een eiland in de Shannon, een kilometer stroomafwaarts van de huidige Killaloe Bridge. Dit klooster verhuisde later naar het vasteland en deze nederzetting kreeg de naam "Cill Dalua", oftewel kerk van St. Lua.
St. Lua's oratorium werd gebouwd tussen het jaar 1000 en 1150. Het werd in de jaren twintig verplaatst van Friars Island naar de huidige plek bij de St. Flannanskerk. Reden daarvoor was de aanleg van de waterkrachtcentrale bij Ardnacrusha en een daarbij horende stuwdam. Friars Island is daardoor onder water verdwenen en voordat dat gebeurde is het oratorium in veiligheid gebracht.
In de 10e eeuw was het de basis voor Brian Boru, die daarmee de strategische oversteekplaats in de Shannon ten noorden van Limerick beheerste. Limerick was in die tijd in handen van de Vikingen.
St. Flannans Kathedraal is gebouwd in de periode 1185-1225 en was oorspronkelijk de kathedraal van het Rooms-katholieke Bisdom Killaloe. Tijdens de Reformatie in Ierland ging de kathedraal over in protestantse handen. Onder het bewind van koningin Elisabeth I werden de lokale koninkrijken opgeheven en counties ingesteld. Na eerder de zetel van het bisdom kwijtgeraakt te zijn, verloor Killaloe nu ook de status van hoofdplaats aan Ennis die het had sinds de tijden van Brian Boru.

## Voorzieningen

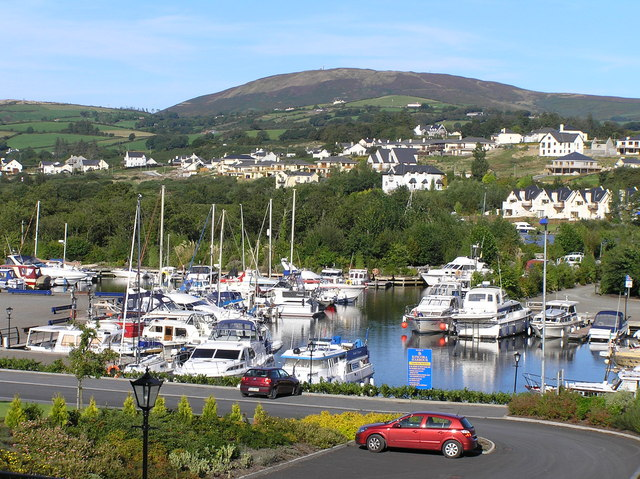
Killaloe Marina

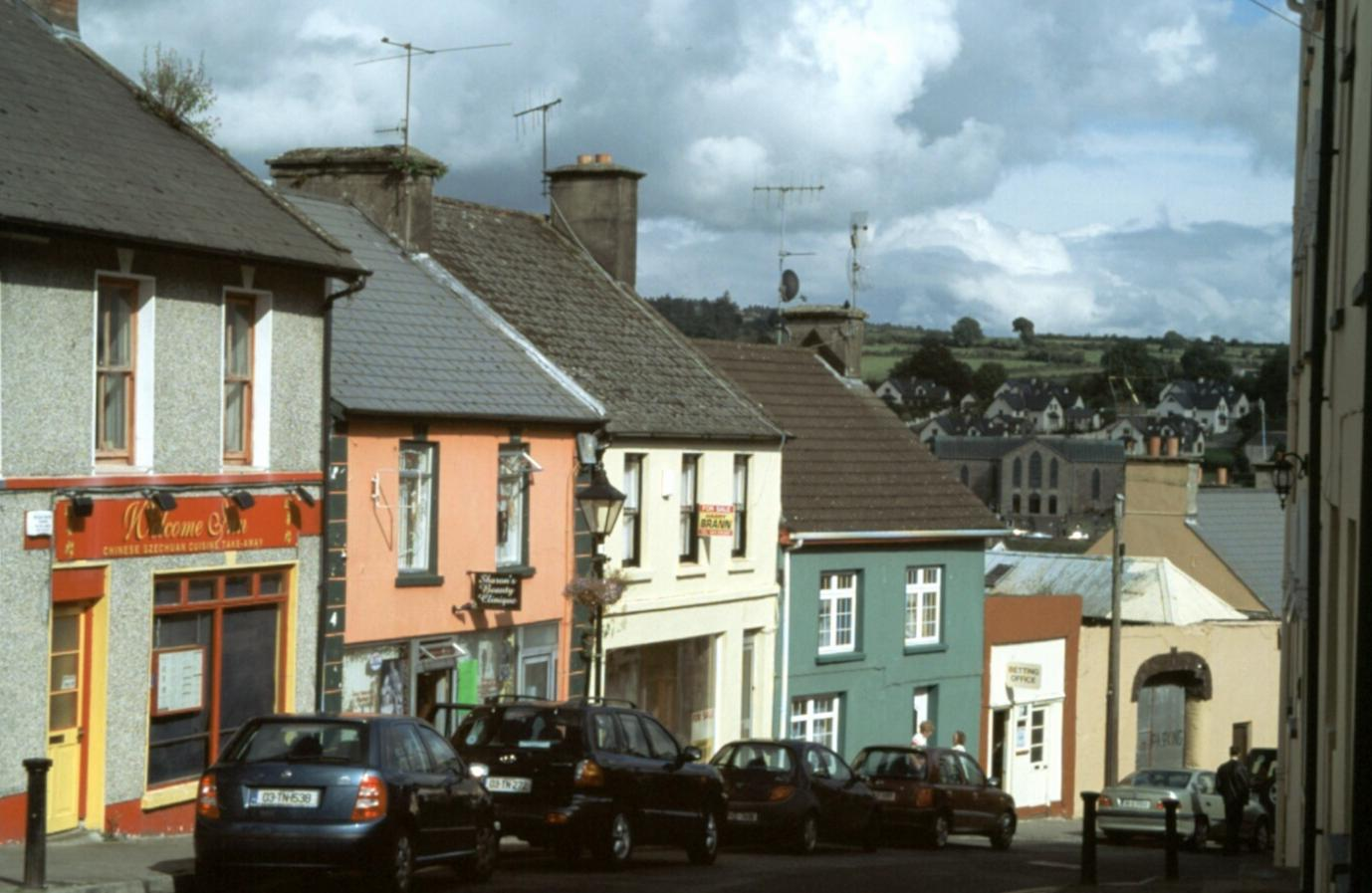
Huizen en winkels op Hill Road

Killaloe heeft een groot aantal winkels, horecavoorzieningen en verblijfsaccommodaties. De Killaloe Marina is de jachthaven en ligt bij het zuidelijkste punt van Lough Derg. Het heeft ook een middelbare school met de naam St Anne's Community College.

## Ligging en transport
Het dorp ligt even ten noorden van de Parteen Weir, aan begin van het toeleidingskanaal van de waterkrachtcentrale in Ardnacrusha. Het dorp telt ook een van de weinige bruggen over de Shannon. Aangezien deze brug een te beperkte capaciteit heeft, is men bezig met het ontwerpen van een nieuwe brug.
De belangrijkste weg is de regionale weg R463 (Limerick-Scariff), die in Killaloe via de Killaloe Bridge aansluiting geeft op de regionale weg R494 (Birdhill-Nenagh) in County Tipperary.

## Bekende personen
- Brian Boru, Hoge koning van Ierland, regeerde vanuit Kincora aan de noordzijde van Killaloe
- Brendan Grace, Iers komiek en pubeigenaar.[9]